# František Mihina
František Mihina (ur. 25 grudnia 1944 w Smolenicach) – słowacki filozof. Koncentruje się na dziejach filozofii współczesnej.

## Życiorys
W latach 1966–1971 studiował filozofię na Wydziale Filozoficznym Uniwersytetu Komeńskiego w Bratysławie.
Od 1973 r. wykładał na Katedrze Filozofii Wydziału Filozoficznego w Preszowie, a w 1991 r. objął stanowisko kierownika katedry. W 1997 r. stał się dziekanem Wydziału Filozofii. W okresie 2003–2007 pełnił funkcję rektora Uniwersytetu Preszowskiego. Opublikował pięć monografii, trzy książki filozoficzne, trzy podręczniki oraz skrypty akademickie. Jego dorobek obejmuje także ponad 150 artykułów naukowych. Został dwukrotnie uhonorowany tytułem doktora honoris causa (Narodowy Uniwersytet w Użhorodzie – 2005; Narodowa Akademia Pedagogiczna w Kijowie – 2006).

## Twórczość
- Idiografia vývinu amerického filozofického myslenia, 1993
- Dejiny filozofie, 1993 (współautorstwo)
- Metamorfózy poklasickej filozofie, 1994 (współautorstwo)
- Klasická pozitívna filozofia, 1995
- Racionalita. K náčrtu genealógie, modelov a problémov, 1997